# 講談社+α文庫
講談社+α文庫（こうだんしゃプラスアルファぶんこ）は、講談社の文庫レーベルである。

## 概要
1993年9月、知識をテーマとして古屋信吾により創刊。ローマ字アルファベット順方式で、「生き方」、「ことば」、「生活情報」、「エンターテイメント」、「歴史」、「事典・辞典」、「心理・宗教」、「ビジネス・ノンフィクション」の7つのテーマを分類、1999年から新たに「サイエンス」を加え8つになった。
2010年7月から「生き方・心理・宗教」、「ことば・事典・辞典」、「健康・科学」、「エンターテイメント」、「ビジネス・ノンフィクション・歴史」の5つのテーマ分類に再編した。2015年9月、エンターテインメント色が強く打ち出され、ノンフィクションジャンルが充実され、カバーデザインもリニューアルされた。
主に講談社の初版単行本を、短期で文庫化している。数は多くないが、他社の初版単行本も文庫化している。新書版で「講談社+α新書」がある。